# Mario Balleri
Mario Balleri (* 17. September 1902 in Livorno; † 9. März 1962 ebenda) war ein italienischer Ruderer.

## Sportliche Karriere
Bei den Europameisterschaften 1929 verteidigte der italienische Achter den Titel von 1927, allerdings war die Besetzung des Bootes neu zusammengestellt mit Vittorio Cioni, Enrico Garzelli, Guglielmo Del Bimbo, Roberto Vestrini, Dino Barsotti, Eugenio Nenci, Mario Balleri, Renato Barbieri und Steuermann Cesare Milani. 1930 gewann das Boot in der gleichen Besetzung die Silbermedaille hinter dem Boot aus den Vereinigten Staaten, 1931 belegte der Achter mit Renato Bracci für Vestrini erneut den zweiten Platz, diesmal hinter den Franzosen. 
Bei den Olympischen Spielen 1932 in Los Angeles trat der Achter mit Cioni, Balleri, Bracci, Barsotti, Vestrini, Del Bimbo, Garzelli, Barbieri und Milani an. Nach dem Vorlaufsieg über die Briten lagen die Italiener auch im Finale lange in Führung, das Ziel erreichten sie mit zwei Zehntelsekunden Rückstand auf den US-Achter. Nach Silber bei den Europameisterschaften 1930 und 1931 sowie den Olympischen Spielen 1932 gewann Barbieri mit dem italienischen Achter 1933 noch einmal Europameisterschafts-Silber hinter dem ungarischen Achter, gegenüber 1932 ruderten Ottorino Godini und Dante Secchi für Vestrini und Cioni. 
Balleri war mit dem Achter der Unione Canottieri Livornesi von 1929 bis 1933 italienischer Meister.